# Durazno
Durazno é uma cidade do Uruguai, capital do departamento de Durazno.
A cidade foi fundada pelos dragões, guarda real de Dom Pedro I, com o nome de Vila de São Pedro do Durazno, em 1821, em homenagem ao imperador brasileiro. Durante o governo de Fructuoso Rivera foi a capital da recém independente, República Oriental do Uruguai.